# Hebrus beameri
Hebrus beameri är en insektsart som beskrevs av Porter 1952. Hebrus beameri ingår i släktet Hebrus och familjen vitmosseskinnbaggar. Inga underarter finns listade i Catalogue of Life.